# بخش شرقی دهلی
بخش شرقی دهلی (به انگلیسی: East Delhi) یک بخش در هند است که در دهلی واقع شده‌است.